# Wizzard Brew
Albums de Wizzard
Introducing Eddy & The Falcons
(1974)
Wizzard Brew est le premier album du groupe de glam rock britannique Wizzard, sorti début 1973. Plus expérimental et moins accessible que les singles à succès du groupe, il rencontre un accueil mitigé, n'atteignant que la 29e place des ventes au Royaume-Uni et passant inaperçu aux États-Unis.
La pochette de l'album est une peinture représentant le leader du groupe, Roy Wood, dans son costume de scène, en train de préparer un « brouet de sorcier » (wizard brew).

## Titres
Toutes les chansons sont de Roy Wood, sauf mention contraire.

### Face 1
1. You Can Dance Your Rock 'n' Roll - 4:37
2. Meet Me at the Jailhouse - 13:33
3. Jolly Cup of Tea - 2:13

### Face 2
1. Buffalo Station / Get On Down to Memphis - 7:37
2. Gotta Crush (About You) - 3:44
3. Wear a Fast Gun - 9:20

### Titres bonus
L'édition remasterisée de Wizzard Brew, parue en 2006, inclut huit titres bonus provenant des singles publiés par le groupe en 1972-1973 :
1. Ball Park Incident - 3:42
2. The Carlsberg Special (Pianos Demolished Phone 021 373 4472) (Hunt) - 4:16
3. See My Baby Jive - 5:01
4. Bend Over Beethoven (McDowell) - 4:42
5. Angel Fingers - 4:39
6. You Got the Jump on Me (Price) - 6:28
7. Rob Roy's Nightmare (A Bit More H.A.) (Burney) - 3:47
8. I Wish It Could Be Christmas Everyday - 4:48

## Musiciens
- Roy Wood : chant, guitare acoustique, guitare électrique, sitar, violoncelle, basson, saxophone baryton, tuba, trombone, percussions
- Rick Price : basse, chant, percussions
- Bill Hunt : piano, clavecin, cor d'harmonie, trompette, bugle, clairon, euphonium, tuba, chœurs
- Hugh McDowell : violoncelle, synthétiseur
- Nick Pentelow : saxophone ténor, clarinette, flûte, chœurs
- Mike Burney : saxophones alto, ténor, baryton et synthétique, clarinette, flûte
- Keith Smart : batterie
- Charlie Grima : batterie, congas, percussions
- The Cowbag Choir : chœurs